# Ahcène Lahmar
Ahcène Lahmar, né le 30 août 1980 à Taher dans la wilaya de Jijel et mort le 8 octobre 2009 à Béjaïa, est un footballeur algérien. Il a évolué au poste de milieu défensif.

## Biographie
Avec le club de la JSM Bejaïa, il participe à la Coupe de la confédération en 2009. Lors de cette compétition, il inscrit un but face au club sénégalais de Yakaar.

### Décès
A son décès en 2009, Ahcène Lahmar a été enterré à jijel